# Les Ailes de la colombe (film, 1997)
Pour les articles homonymes, voir Les Ailes de la colombe.
Pour plus de détails, voir Fiche technique et Distribution.
Les Ailes de la colombe (The Wings of the Dove) est un film dramatique américano-britannique réalisé par Iain Softley, sorti en 1997.
Il est adapté du roman Les Ailes de la colombe de Henry James (1902).

## Synopsis
En 1910, à Londres.
Comment concilier richesse, confort, respectabilité avec liberté, fantaisie et désir ? Tel est le dilemme de Kate, chaperonnée par une riche tante depuis la mort de sa mère, qui la presse d'épouser un prétendant fortuné, alors qu'elle a une liaison avec le journaliste Merton Densher. C'est alors qu'elle se lie d'amitié avec l'Americaine Milly Theale, de passage à Londres. Toutes deux partent en voyage à Venise, accompagnées par Merton. Kate trouve alors une solution à son dilemme amoureux : jeter Merton dans les bras de Milly qu'elle sait condamnée par une maladie incurable.

## Fiche technique
- Titre : Les Ailes de la colombe
- Titre original : The Wings of the Dove
- Réalisation : Iain Softley
- Scénario : Hossein Amini, d'après le roman de Henry James
- Photographie : Eduardo Serra
- Musique : Ed Shearmur
- Montage : Tariq Anwar
- Costumes : Sandy Powell
- Production : Bob Weinstein et Harvey Weinstein
- Société de distribution : Miramax Films
- Format : couleur (Rankcolor) - 2.35 : 1 - son : Dolby Digital
- Pays de production : États-Unis
- Langue : anglais
- Genre : drame sentimental
- Durée : 102 min
- Dates de sortie :
  - États-Unis : 7 novembre 1997
  - Royaume-Uni : 2 janvier 1998
  - France : 17 juin 1998

## Distribution
Légende : Version Québécoise = VQ
- Helena Bonham Carter (VF : Valérie Karsenti ; VQ : Linda Roy) : Kate Croy
- Linus Roache (VF : Roch Leibovici ; VQ : Alain Zouvi) : Merton Densher
- Alison Elliott (VF : Laura Préjean) : Millie Theale
- Elizabeth McGovern (VF : Emmanuelle Gruman ; VQ : Nathalie Coupal) : Susan Stringham
- Charlotte Rampling : Tante Maude
- Michael Gambon (VF : Joseph Falcucci) : Lionel Croy
- Alex Jennings (VF : Bernard Gabay) : Lord Mark

## Récompenses et nominations
Le film fut nommé pour quatre Oscars :
- Meilleure actrice : Helena Bonham Carter
- Meilleur scénario adapté : Hossein Amini
- Meilleure photographie : Eduardo Serra
- Meilleure création de costumes : Sandy Powell